# 12372 Kagesuke
12372 Kagesuke (1994 JF) là một tiểu hành tinh vành đai chính được phát hiện ngày 6 tháng 5 năm 1994 bởi T. Kobayashi ở Oizumi.